# Kirche Sinstorf

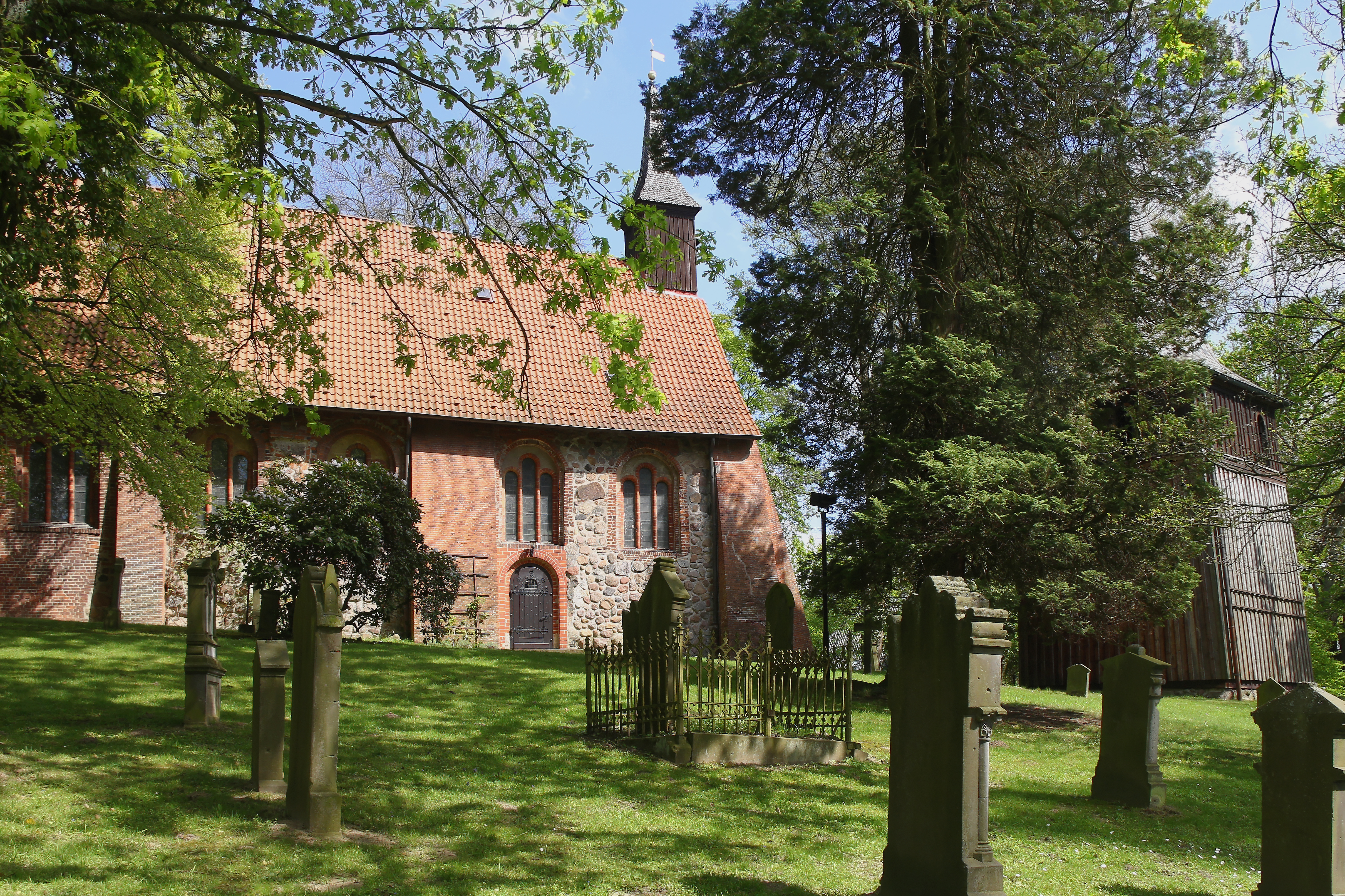
Sinstorfer Kirche Südseite

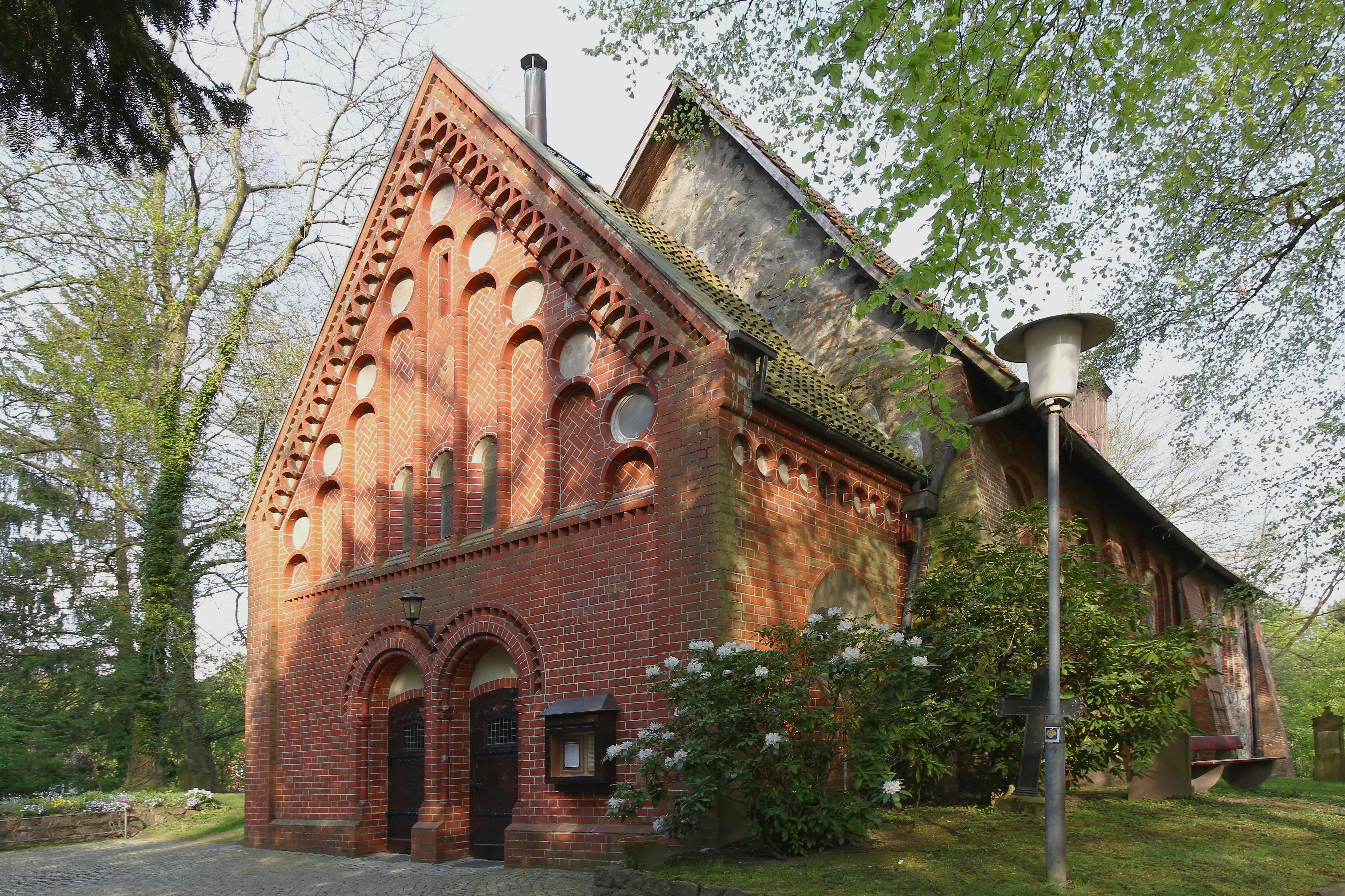
Neoromanischer Anbau der Westseite

Die Kirche Sinstorf ist ein denkmalgeschütztes Kirchengebäude im Hamburger Stadtteil Sinstorf. Sie ist der einzige noch in wesentlichen Teilen erhaltene mittelalterliche Kirchenbau auf heutigem Hamburger Stadtgebiet. Für die Kirche findet sich gelegentlich die Bezeichnung St. Ansgar, die aber nicht belegbar ist. Korrekt sind die Bezeichnungen Kirche Sinstorf und Sinstorfer Kirche.

## Bau und Geschichte
Der erste, durch Grabungen aus den 1960er-Jahren nachgewiesene, Bau einer Kirche in Sinstorf stammt vermutlich aus dem 11. Jahrhundert, es handelte sich dabei zunächst um eine Holzkirche. Die Zeit der ersten Kirchgründung wird häufig mit der ersten Hälfte des 9. Jahrhunderts angegeben, wodurch es immer wieder zu der Vermutung kam, dass die Kirche, wie auch die nahe gelegene ähnlich alte St.-Mauritius-Kirche in Hittfeld, von Bischof Ansgar nach seiner Flucht aus Hamburg vor den Wikingern gegründet worden sein könnte. Einen Nachweis für diese Theorie gibt es allerdings nicht.
Vermutlich gab es noch einen weiteren Holzkirchenbau an dieser Stelle, da zwei verschiedene Holzpfahlreihen im Boden nachgewiesen werden konnten. Um das Jahr 1200 wurde eine dreischiffige Feldsteinbasilika an gleicher Stelle errichtet. Diese Kirche diente aufgrund ihrer Lage auf einem Hügel auch als Fluchtkirche. Auf dem Gelände um die Kirche konnten Wehrgräben und ein wallgeschützter Hofbereich nachgewiesen werden. Aus dieser Bauphase haben sich an der Nordwand vier romanische Rundbogenfenster erhalten, eine Arkadenöffnung nach Osten und Teile des alten Fußbodens ließen sich durch Grabungen nachweisen. Zu dieser Zeit wird Sinstorf bereits als Mittelpunkt eines ausgedehnten Kirchspiels erwähnt.
Nach Zerstörungen wurde die Kirche 1416 in ihre heutige Struktur umgebaut, das nördliche Seitenschiff aufgegeben, das andere Seitenschiff und das Hauptschiff zu einer einschiffigen Kirche zusammengefasst. Der Chor im Osten musste ebenfalls neu gestaltet werden, seine Außenwand ist in der heutigen Ostwand noch eindeutig durch eine gotische Fensternische und fünf Blendnischen im alten Giebeldreieck erkennbar. Hinweise auf den ursprünglichen Grundriss finden sich auch in zwei vermauerten Arkaden an der Nordseite. Im Westen wurde ein Rundturm angebaut, Reste der Mauer sind am Dachboden der Kirche noch zu erkennen. Urkundlich nachweisbar sind die Nebenaltäre der Seitenschiffe 1407 aufgelöst worden.
Um 1660 wurde die Kirche zu einer Saalkirche umgebaut, indem der Chor verbreitert und die Trennung zwischen Schiff und Chorbereich aufgehoben wurde. Der Rundturm wurde wieder abgerissen und die Fenster in der Südwand wurden umgestaltet. 1690 ergänzte man das Gebäude um einen freistehenden hölzernen Glockenturm im Südosten. Den Dachreiter über dem östlichen Giebel fügte man 1698 hinzu.
Als bislang letzter Umbau wurde in den Jahren 1906 und 1907 unter Leitung von Karl Mohrmann im Westen der Kirche eine neoromanische Vorhalle angebaut und die Fenster der Südseite neu unterteilt. Im Osten und Süden wurden zum Stützen der nach außen neigenden Wände gemauerte Streben an die Kirche gesetzt. Seit 1940 steht die Kirche unter Denkmalschutz.
Als Ende des 20. Jahrhunderts der Boden aufweichte und nachgab, erwiesen sich die als Stützen gedachten Elemente allerdings als zusätzliches Gewicht, das entgegen der ursprünglichen Absicht zusätzlichen Zug auf die Wände ausübte. Die Kirche wurde in den Jahren 2004 bis 2006 daher an mehreren Stellen mit Zement in Wänden und Fundament verstärkt.
Der heutige Kirchhof wurde bis 1885 als Friedhof genutzt. Einige Grabsteine haben sich bis heute erhalten.

## Ältestes Gebäude Hamburgs
Obwohl der hölzerne „Gründungsbau“ der Sinstorfer Kirche aus dem 11. Jahrhundert stammt und der erste Feldsteinbau schon um das Jahr 1200 entstand, gilt allgemein der 1310 fertiggestellte Leuchtturm Neuwerk als das älteste Gebäude Hamburgs. Immerhin wurde der Leuchtturm originär durch Hamburg auf einem seit 1286 zu Hamburg gehörenden Gelände errichtet und hat sich in seiner ursprünglichen Gestalt bis heute erhalten. Demgegenüber kam die Kirche mit Sinstorf erst durch das Groß-Hamburg-Gesetz von 1937 zu Hamburg, und sie hat durch Umbauten über die Jahrhunderte ihre Substanz und ihr Aussehen stark verändert. Trotzdem gehört sie jedenfalls zu den ältesten noch stehenden und genutzten Gebäuden auf dem heutigen Gebiet der Freien und Hansestadt Hamburg.

## Ausstattung

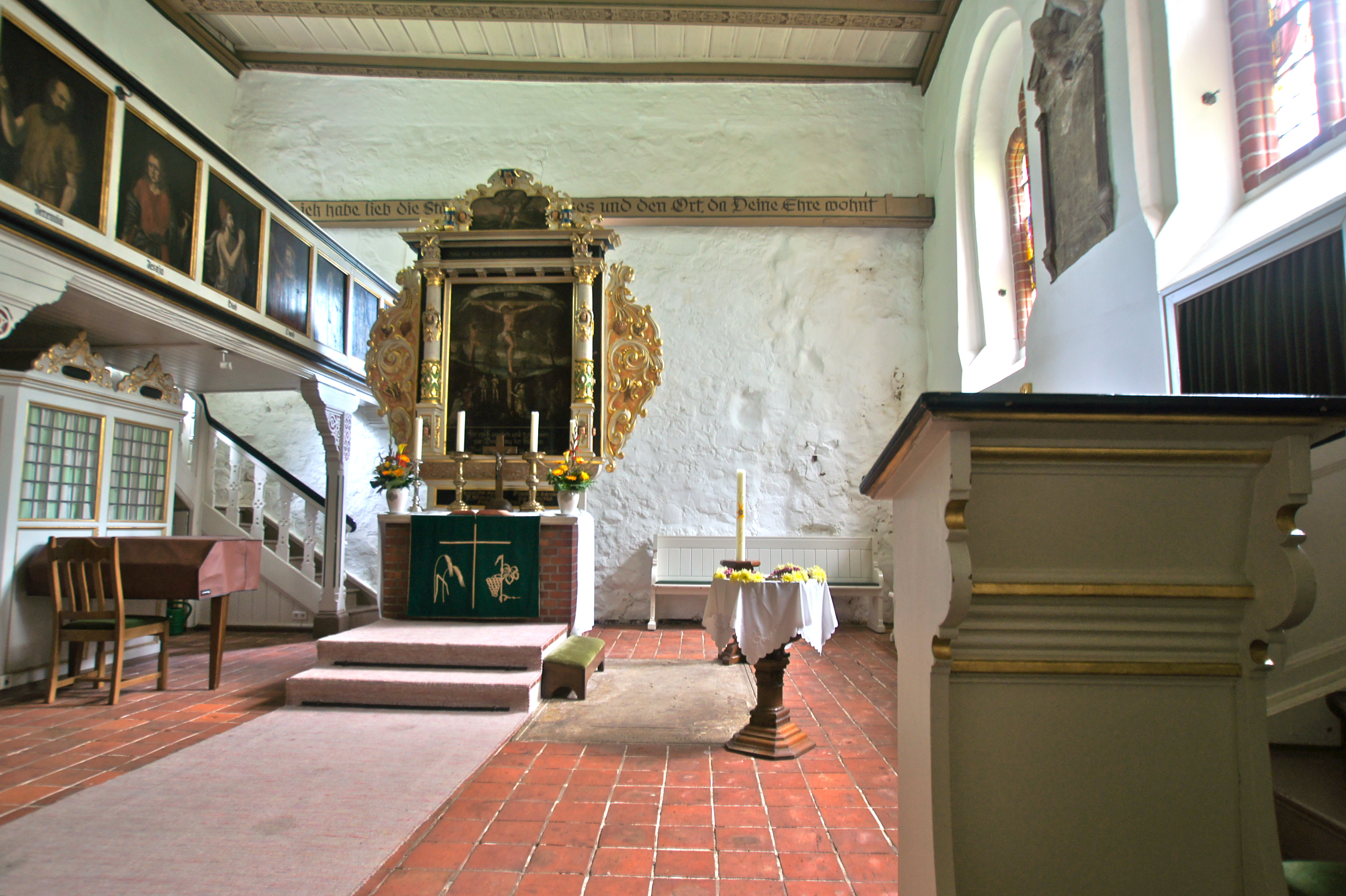
Blick zum Altar

Die heutige Ausstattung ist barock geprägt: Der Altaraufsatz in seiner heutigen Form wird auf das Jahr 1619 datiert. Ein übermaltes älteres Altarbild lässt sich bei günstigen Lichtverhältnissen noch erahnen. Das neue Altarbild zeigt eine Kreuzigungsszene, die um eine „Galerie prominenter Sünder“ erweitert wird, wodurch aus der Kreuzigung ein Sinnbild der Sündenvergebung wird. An der Kanzel lassen sich Bearbeitungen von 1643 und 1688 nachweisen. Die 30 Ölbilder an der Empore, die Apostel und Propheten darstellen, sowie ein Relief des Lüneburger Künstlers Cord Snitker, das die „Ohnmacht Marias“ darstellt und aus der Zeit um 1480 stammt, kamen im frühen 17. Jahrhundert in die Kirche.
Bis 1694 stand eine alte Bronzetaufe in der Kirche, die zur Deckung der Bauschulden verkauft werden musste. Im Rahmen des Umbaus von 1906/1907 kam die heutige Taufe in die Kirche. Die 1906/1907 von den Glasmalern Henning & Andres in Hannover hergestellten Fenster der Südwand stellen Szenen aus dem Leben Jesu dar. Das dritte Fenster ist das einzige, das im Zweiten Weltkrieg nicht zerstört wurde.
An der Südwand hängt das stark beschädigte Epitaph des Conrad von Windheim, der über 37 Jahre Prediger in Sinstorf war. Unmittelbar neben dem Altar befindet sich die Grabplatte des Kommandanten der Festung Harburg, Generalleutnant Anton Ulrich Braun (1704–1780), dem die Kirche eine größere Schenkung verdankt.

## Glocken
Die älteste Glocke goss der Hamburger Glockengießer Johann Nicolaus Bieber am 9. Juni 1773 aus einer damals bereits 299 Jahre alten Glocke neu. Diese Glocke wurde zwar 1943 zu Rüstungszwecken abgegeben, kam aber am 24. April 1947 unbeschädigt an die Gemeinde zurück. Zwei andere Glocken (eine Schlagglocke von 1699 und eine kleinere Glocke von 1835) wurden im Ersten Weltkrieg eingeschmolzen. Die kleinere Glocke stammt aus dem Jahr 1931.

## Orgel

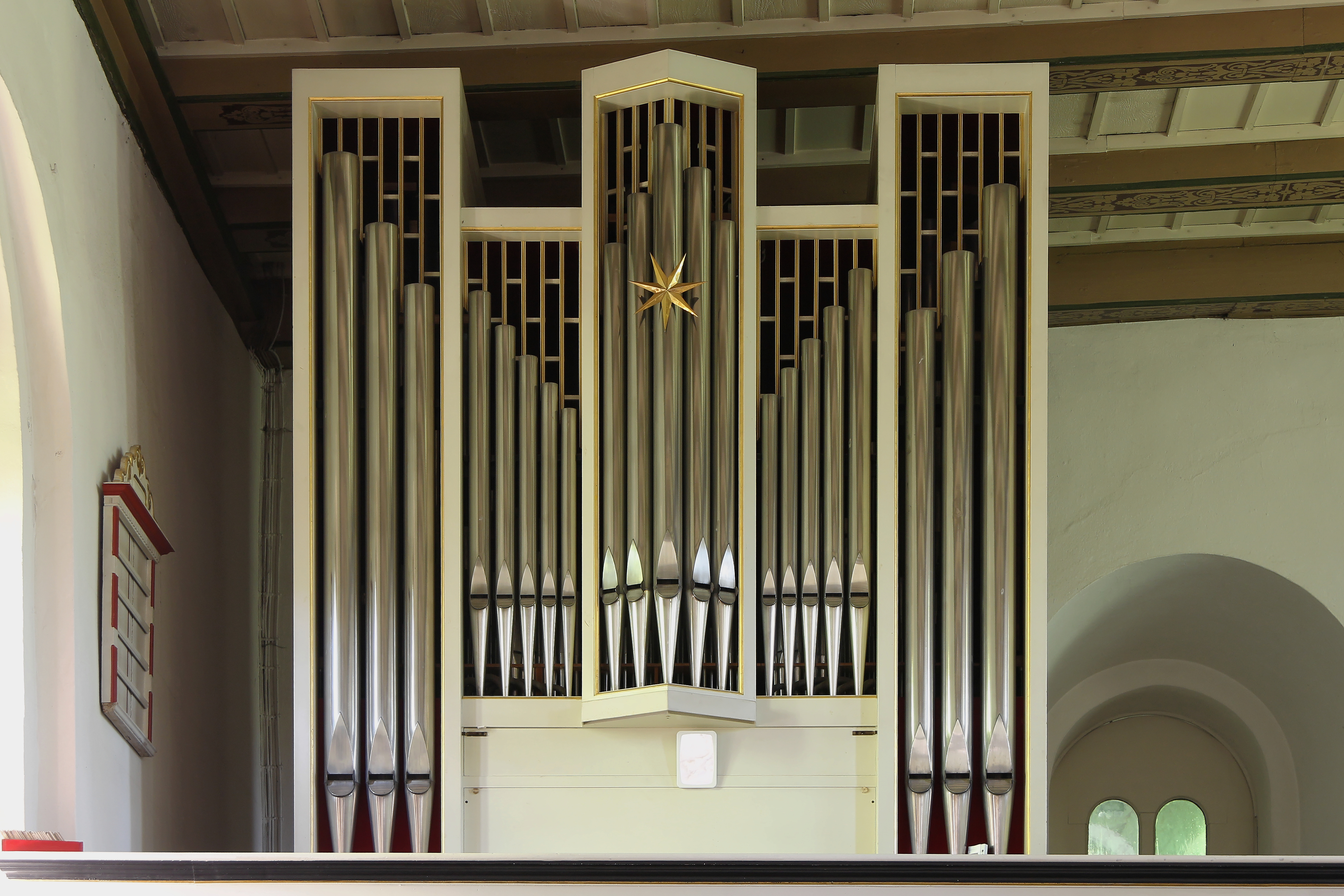
Orgel

Seit 1691 sind Orgeln in der Kirche belegt. Seitdem waren drei Neubauten nötig, in den Jahren 1867, 1938 (dieses Instrument wurde im Zweiten Weltkrieg beschädigt) und 1976. Damals erfolgte ein Neubau durch die Werkstatt von Rudolf von Beckerath Orgelbau. Die heutige Disposition lautet:
| I Hauptwerk C–g3 |                 |    |
| 1.               | Prinzipal       | 8′ |
| 2.               | Rohrflöte       | 8′ |
| 3.               | Oktave          | 4′ |
| 4.               | Waldflöte       | 2′ |
| 5.               | Sesquialtera II |    |
| 6.               | Mixtur IV       |    |

| II Oberwerk C–g3 |           |       |
| 7.               | Gedackt   | 8′    |
| 8.               | Rohrflöte | 4′    |
| 9.               | Prinzipal | 2′    |
| 10.              | Quinte    | 1 ⁄3′ |
| 11.              | Trompete  | 8′    |
|                  | Tremulant |       |

| Pedal C–f1 |            |     |
| 12.        | Subbaß     | 16′ |
| 13.        | Offenflöte | 8′  |
| 14.        | Choralbaß  | 4′  |
| 15.        | Fagott     | 16′ |

- 3 Normalkoppeln: II/I, I/P, II/P
- Zimbelstern

## Kirche heute
Die Kirche ist wegen ihrer altertümlichen Ausstrahlung als Hochzeitskirche sehr beliebt. Zur Gemeinde gehören eine Pfarrstelle, mehrere Bibelkreise, Senioren-, Erwachsenen-, Kinder- und Jugendgruppen sowie der Stamm „Bischof Ansgar“ des VCP.

## Fotografien und Karte
Koordinaten: 53° 25′ 27,9″ N, 9° 58′ 29,4″ O

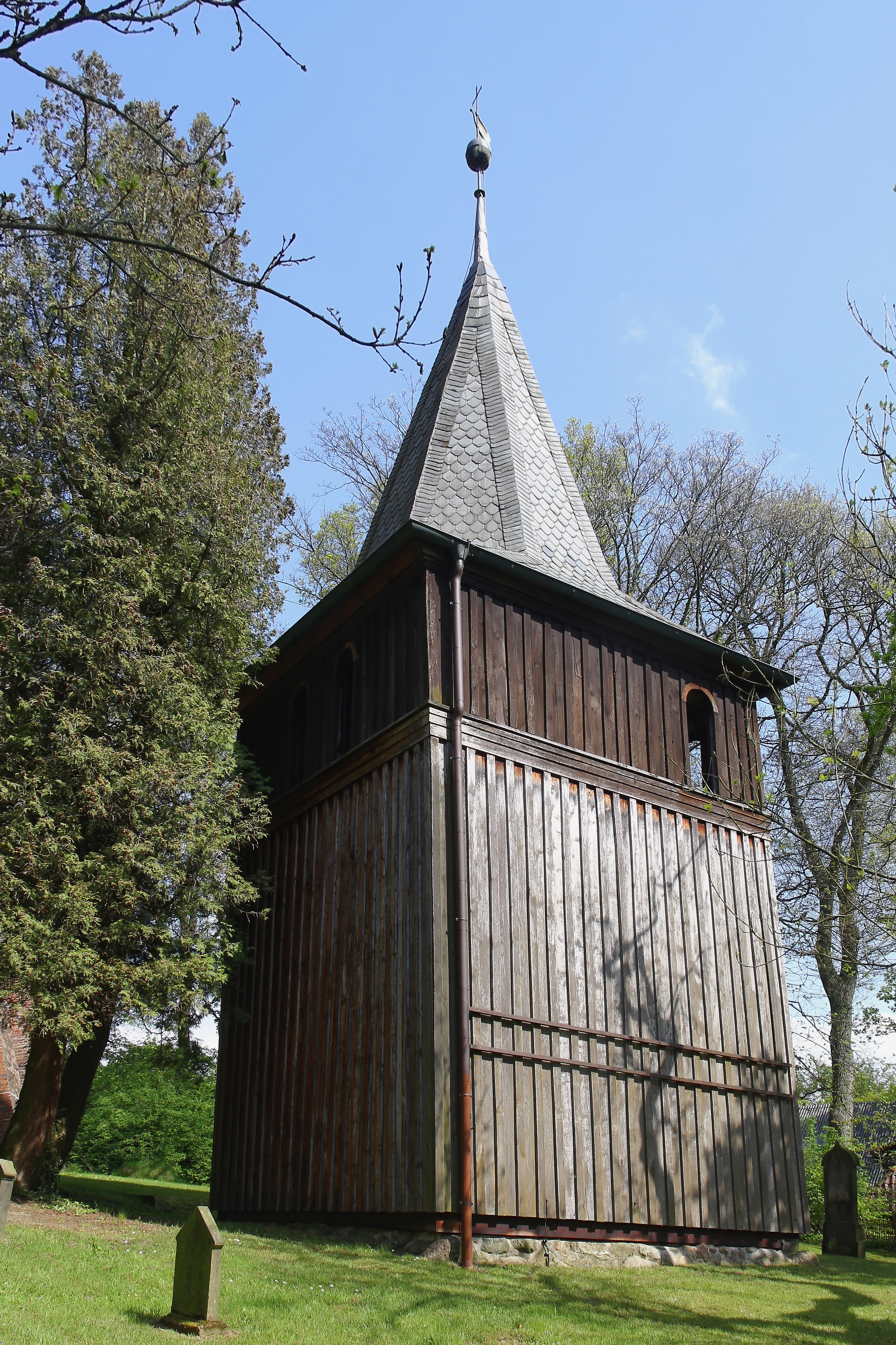
Freistehender, hölzerner Glockenturm (Glockenstapel)
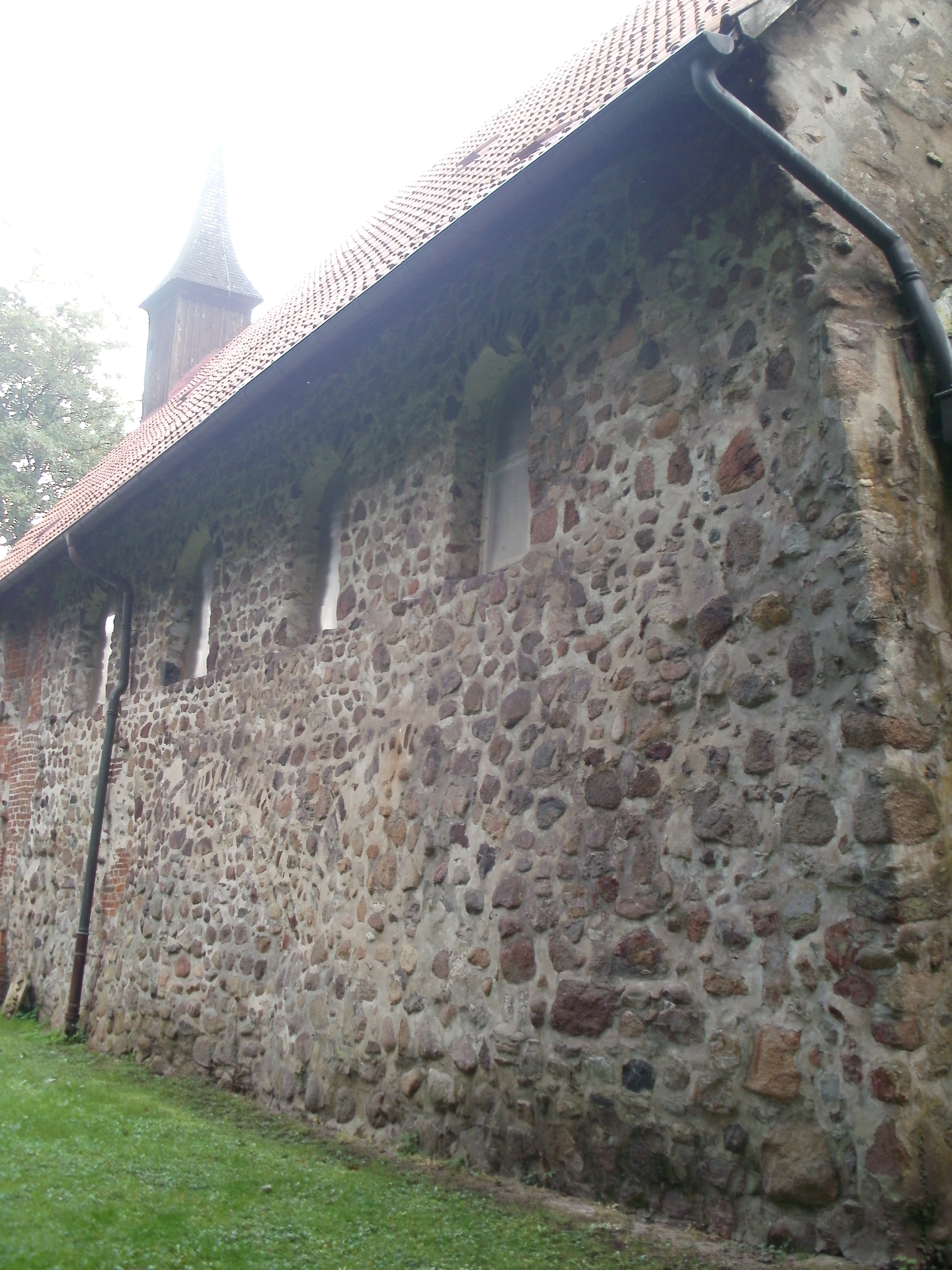
Nordseite
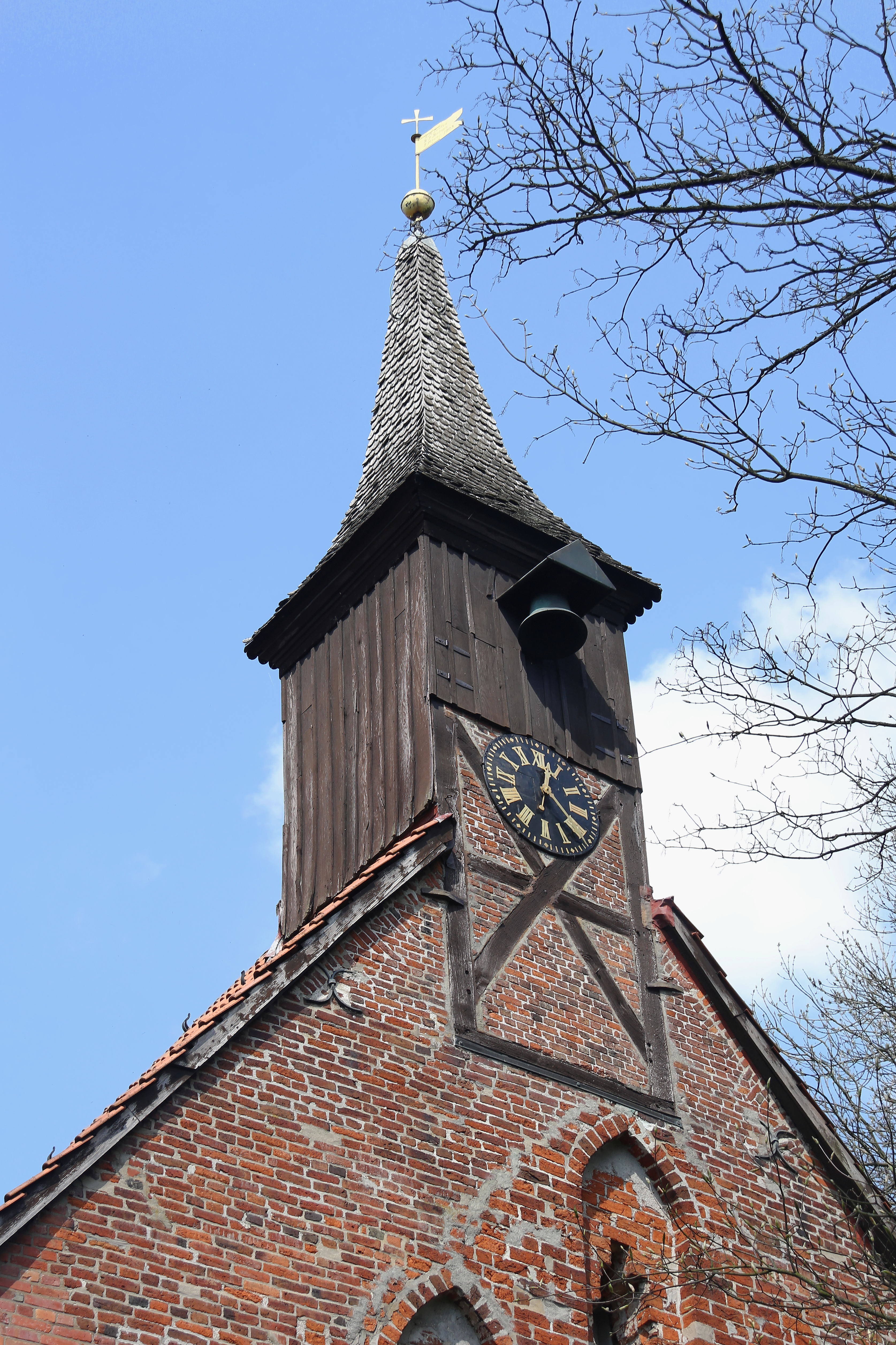
Turm über dem Ostgiebel
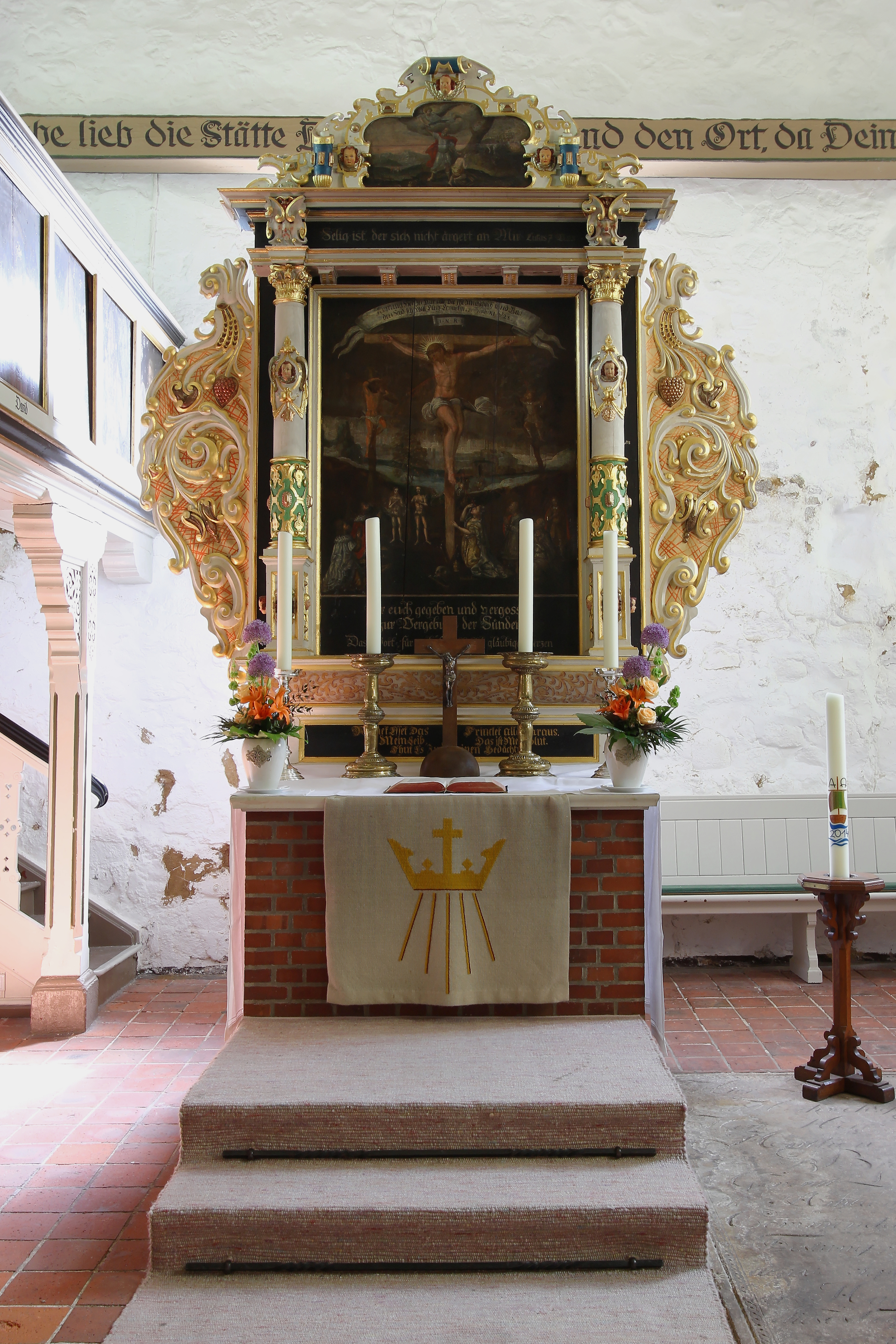
Altar
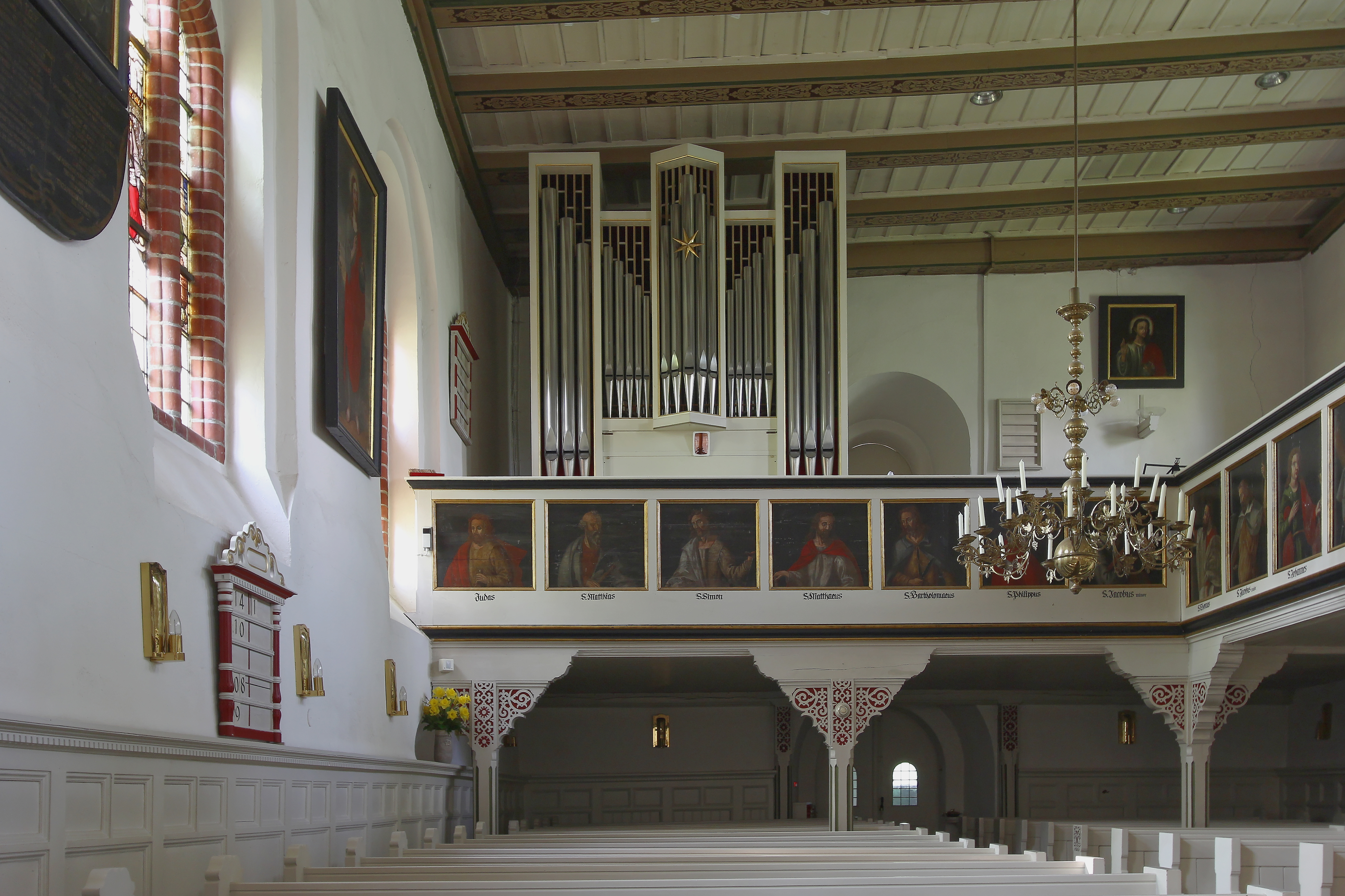
Empore und Orgel
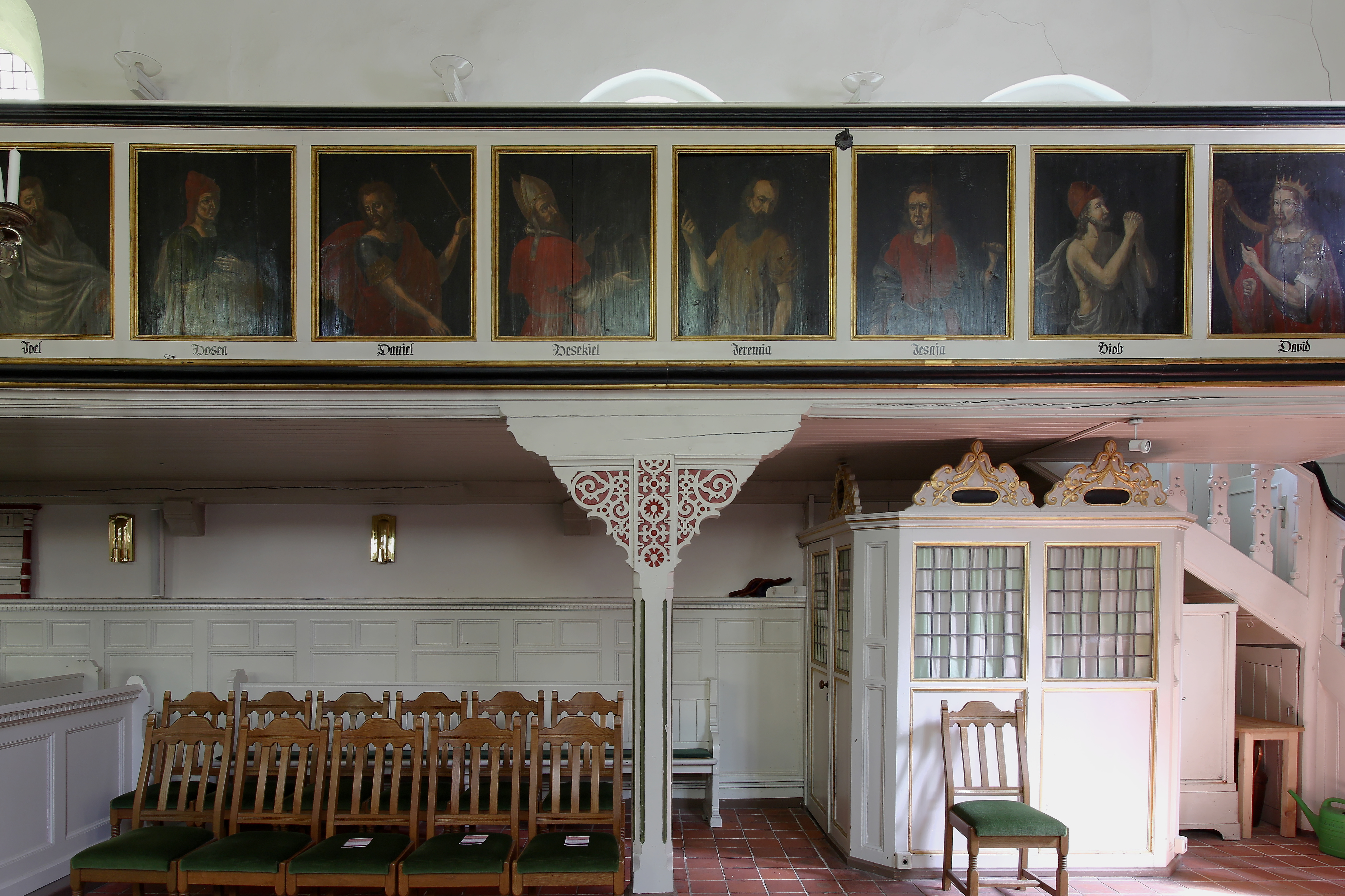
Bildergalerie an der Seitenempore